# غضروف شیشه‌ای
غضروف شیشه‌ای (انگلیسی: Hyaline cartilage) یا غضروف شفاف، غضروفی است با ظاهر شیشه‌ای نیمه‌شفاف که ضریب شکست نور در آن همانند ضریب شکست در ماده درونی الیاف کلاژن است.
این نوع غضروف چون در حالت تازه و بدون رنگ‌آمیزی به رنگ سفید مایل به آبی و شفاف در دیواره مجاری تنفسی، بینی، محل اتصال دنده‌ها به جناغ، سر استخوان دراز در محل مفصل دیده می‌شود. به علت نبودن غضروف‌پوش (پری‌کندریوم) در سطح غضروف مفصلی، تغذیه آن توسط مایع مفصلی تأمین می‌گردد. در غضروف شیشه‌ای، کندروسیت‌های (غضروف‌یاخته‌های) محیطی، بیضوی، کوچک و جوان هستند، ولی کندروسیت‌های مرکزی گرد، بزرگ و بالغ هستند.
در نواحی مرکزی گاهی گروه‌های ۲ و ۴ سلولی که در درون یک گودال (لاکونا) قرار گرفته‌اند، مشاهده می‌گردند، چون این سلول‌ها از تقسیم یک سلول واحد حاصل می‌شوند، به گروه‌های ایزوژنیک موسوم هستند. ماتریکس غضروف شیشه‌ای حاوی فیبریل‌های ظریف کلاژن نوع II می‌باشد، که به علت داشتن ضریب شکست مشابه ماده زمینه‌ای در رنگ‌آمیزی معمولی و با میکروسکوپ نوری قابل مشاهده نیست. علاوه بر الیاف کلاژن، ماتریکس غضروف شیشه‌ای حاوی کندرواتین سولفات، اسید هیالورونیک و گلیکوپروتئینی به نام کندرونکتین است. در دوره جنینی، قالب اولیه استخوان‌های دراز کوتاه از نوع غضروف شیشه‌ای است.

## نگارخانه

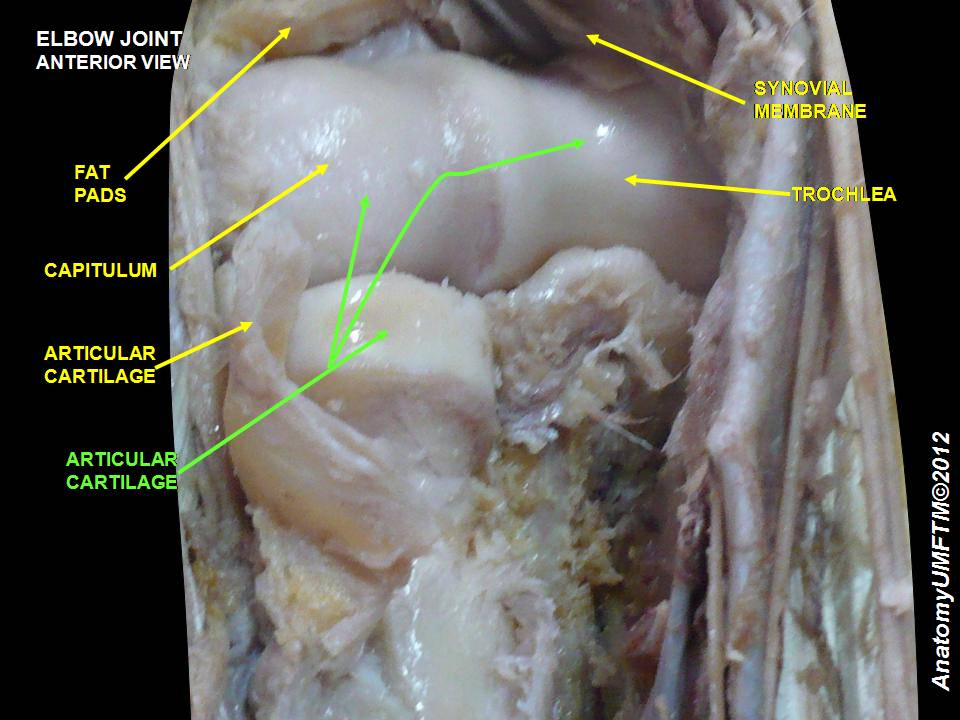
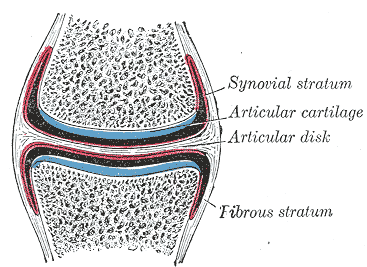
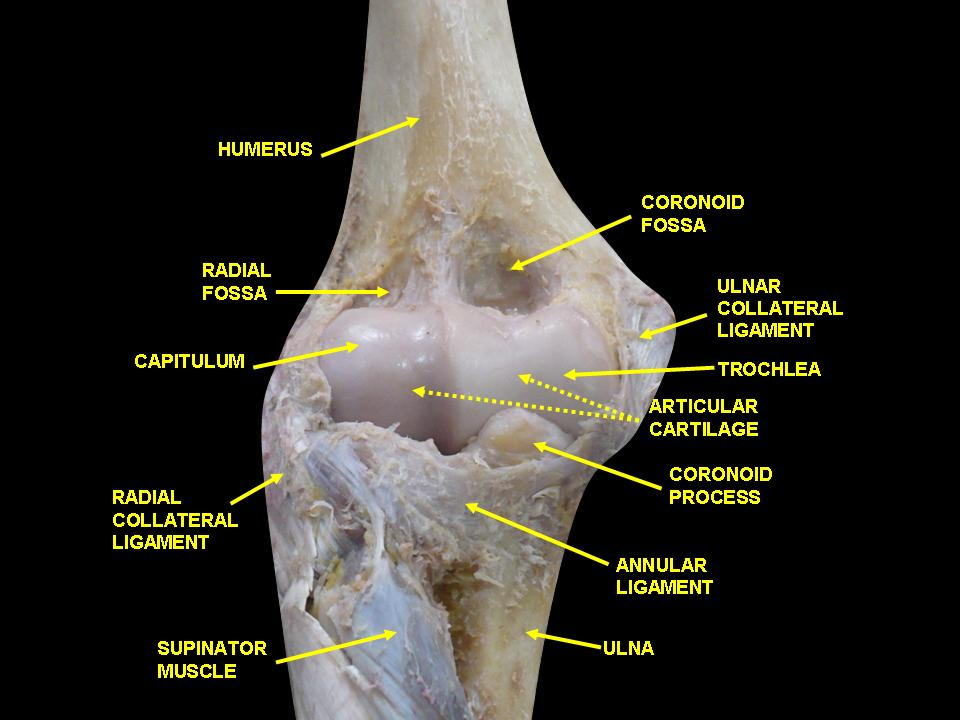
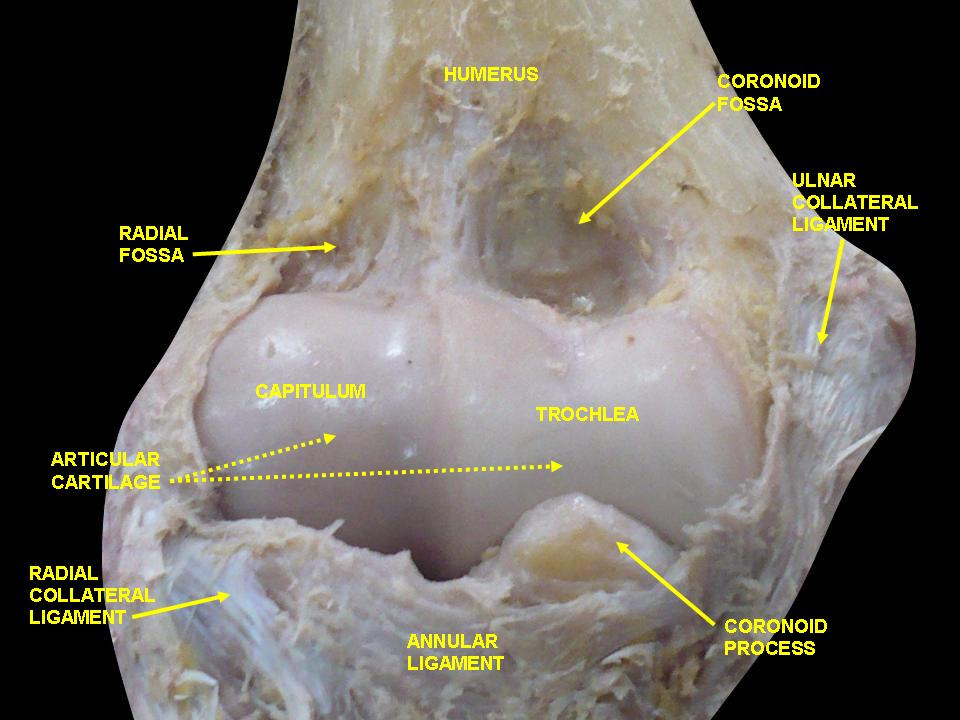
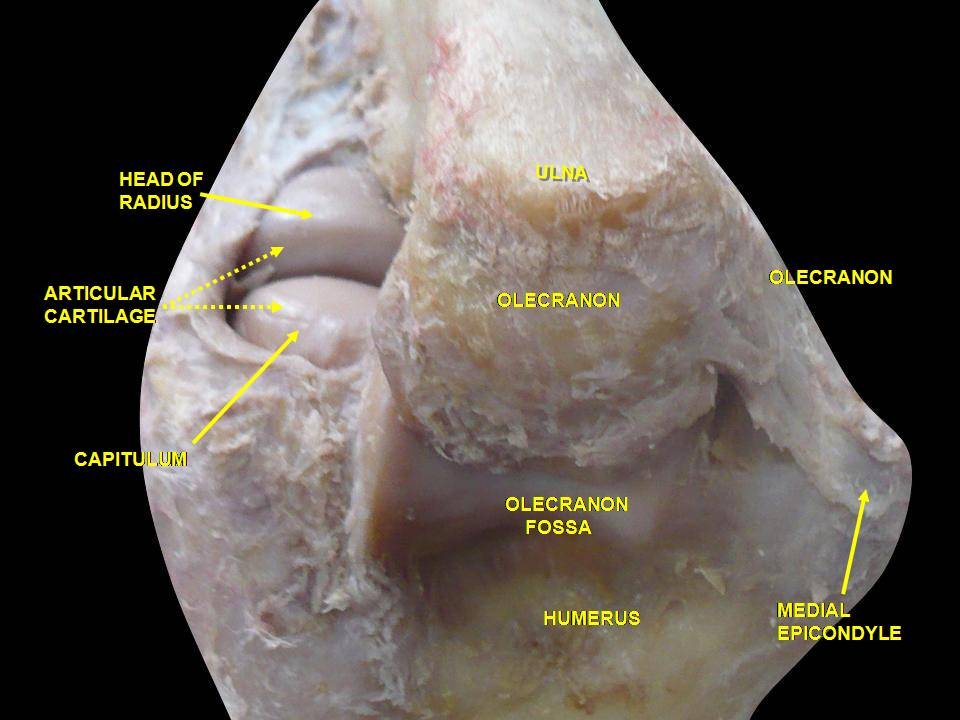
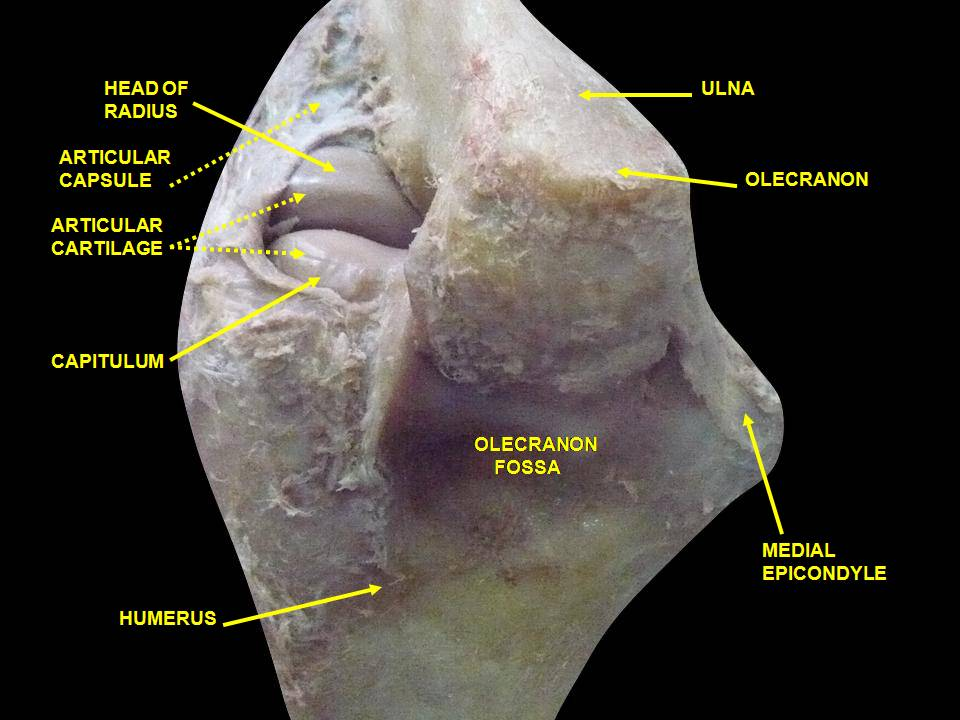